# Rubus phengodes
Rubus phengodes är en rosväxtart som beskrevs av Wilhelm Olbers Focke. Rubus phengodes ingår i släktet rubusar, och familjen rosväxter. Inga underarter finns listade i Catalogue of Life.